# واترمن (دهانه)
واترمن یک دهانه برخوردی در ماه‌ است.